# Sotheby’s International Realty
Sotheby’s International Realty – marka Sotheby’s stanowiąca globalną sieć oferująca pośrednictwo w obrocie nieruchomościami powstała w 1976 r. 
Oferuje klientom dostęp do najbardziej prestiżowych nieruchomości na wszystkich kontynentach, a także tworzy możliwości dla inwestorów, zainteresowanych wakacyjnymi posiadłościami czy historycznymi obiektami.
Klienci są obsługiwani przez 15 tysięcy agentów i doradców oraz ponad 720 biur, w ponad 55 krajach.

## Poland Sotheby’s International Realty
Poland Sotheby’s International Realty to marka, która weszła na rynek polski 6 listopada 2014 r. jako część międzynarodowej grupy Sotheby’s International Realty.
Biznesowym partnerem Sotheby’s International Realty w Polsce jest Noble Bank, pionier usług private banking w Polsce. Sieć Poland Sotheby’s International Realty otworzyła w 2014 roku salon w Warszawie, a jej przedstawicielstwa znajdą się także w kilkunastu oddziałach Noble Banku w największych miastach.